# ЛАЗ-699
ЛАЗ-699 — советский междугородный автобус большого класса, выпускавшийся Львовским автобусным заводом с 1964 по 2002 год. Автобус изготавливался в трёх поколениях:
- ЛАЗ-699А (1964—1966)
- ЛАЗ-699Н (1972—1978)
- ЛАЗ-699Р (1978—2002)
- ЛАЗ-699Т (2000—2002)

Первый опытный образец туристического автобуса ЛАЗ-699 был построен в 1960 году и имел название «Карпаты».
В отличие от базовой модели Львовского завода ЛАЗ-695, «699-й» был удлинён на одну секцию и отличался более высокой степенью комфортабельности. В своей комплектации он имел холодильник, отсек для термосов, гардероб, туалет, два больших раздвижных люка в крыше и 34 мягких регулируемых пассажирских сиденья с вмонтированными в подголовник динамиками радиоприёмника.
На автобусе стоял V-образный двигатель ЗИЛ-375 с однодисковым сцеплением и синхронизированная механическая коробка передач, пневматическая подвеска, для передних колес — независимая, гидроусилитель руля, пневматические тормоза с раздельными контурами для передней и задней оси.
В 1961 году автобус демонстрировался на ВДНХ СССР и в том же году был показан высшему руководству страны, в том числе и Хрущёву.

## ЛАЗ-699А
В декабре 1960 года были готовы два экземпляра автобуса ЛАЗ-699А «Карпаты», которые конструкционно полностью соответствовали предыдущему экземпляру, за исключением установленной на одном из них пневмоэлектрической дистанционной системы переключения передач, но, самое главное, данные экземпляры отличались от ЛАЗ-699 планировкой салона.
От установки буфета, гардероба и туалета в автобусах отказались, а за счёт освободившегося пространства увеличили количество посадочных мест до 41. В дальнейшем такую планировку приняли за базовую и далее все опытные автобусы выполнялись в модификации ЛАЗ-699А.
В 1961 году было выпущено ещё несколько опытных экземпляров автобуса ЛАЗ-699А. Они сохранили четырёхфарную систему освещения, но фары были расположены более привычно — горизонтально.
В 1962 году автобус проходил испытания в Крыму, в ходе которых у госкомиссии возникли претензии к надёжности агрегатов. После устранения недостатков в конструкции опытных автобусов в 1963 году был построен модернизированный вариант автобуса ЛАЗ-699А «Карпаты-1».
Автобус специально был подготовлен для дополнительных государственных испытаний, в частности, на нём были установлены более надёжные мосты от грузового автомобиля МАЗ-500, которые позволили решить проблему долговечности агрегатов, к которым в основном и были претензии на испытаниях. Данный автобус ещё сохранил четырёхфарную систему освещения, но это был последний четырёхфарный ЛАЗ-699.
Серийный выпуск больших междугородных автобусов на Львовском автобусном заводе начался под наименованием ЛАЗ-699А «Турист» с 1964 года. На серийных автобусах отсутствовали буфеты, гардеробы и туалеты — в этом плане автобус был максимально упрощён, он комплектовался двигателем ЗИЛ-375 мощностью 180 л. с. Число мест для сидения в автобусе — 41.

Одновременно выпускались автобусы с двумя типами крыши — с жёсткой цельнометаллической и с крышей, имеющей брезентовый люк. 
Производство автобуса продолжалось всего два года, после чего автобус был снят с производства из-за проблем с надёжностью кузова в виде низкой жёсткости на кручение. Всего с 1964 по 1966 годы было построено 110 единиц. В настоящее время сохранившиеся экземпляры ЛАЗ-699А неизвестны.
В 1967 году весной автобус участвовал в Международном конкурсе автобусов в Ницце и 15-м туристическом автобусном ралли по дорогам Европы. Этот автобус вместе с автобусом ЛАЗ «Украина-67» получил Большие призы и медали Комиссариата по туризму Франции.

## ЛАЗ-699Н
В конце шестидесятых годов специалистами Головного специализированного конструкторского бюро по автобусам (ГСКБ) был разработан новый модифицированный кузов для автобусов ЛАЗ-695Н и ЛАЗ-697Н, внешне отличавшийся от предыдущих модификаций более современным дизайном и высокими лобовыми стёклами.
На его основе в 1969 году был создан опытный автобус ЛАЗ-699Н, кузов которого отличался от предыдущей модификации ЛАЗ-699А повышенной прочностью. Вместо пневматической подвески автобус оснащается рессорно-пружинной, аналогичной подвеске машин серий 695 и 697. Также у этого автобуса появилась дверь запасного выхода в заднем свесе, которая с этого момента становится обязательной для всех последующих автобусов семейства ЛАЗ-699.
От будущих серийных машин опытный ЛАЗ-699Н отличался отсутствием воздухозаборника на крыше — соответственно, в каждом боковом окне были сдвижные форточки, как и у предыдущей модификации, и у городских моделей.
Следующие опытные образцы автобуса ЛАЗ-699Н «Турист» появились в 1972 году. Один из этих автобусов в 1973 году выставляли на ВДНХ СССР. В 1973 году были построены опытные ЛАЗ-699Н с системой естественной вентиляции. На крыше этого автобуса располагался воздухозаборник, а форточки в окнах отсутствовали.
ЛАЗ-699Н выпускался с 1972 по 1978 годы эпизодическими опытно-промышленными партиями. Всего за этот период было собрано 213 экземпляров.

## ЛАЗ-699Д
В 1976 году был представлен опытный автобус ЛАЗ-699Д (вместо карбюраторного двигателя ЗИЛ-375Я5 оснащённый дизельным двигателем ЯМЗ-740 мощностью 210 л. с.).

## ЛАЗ-699Р

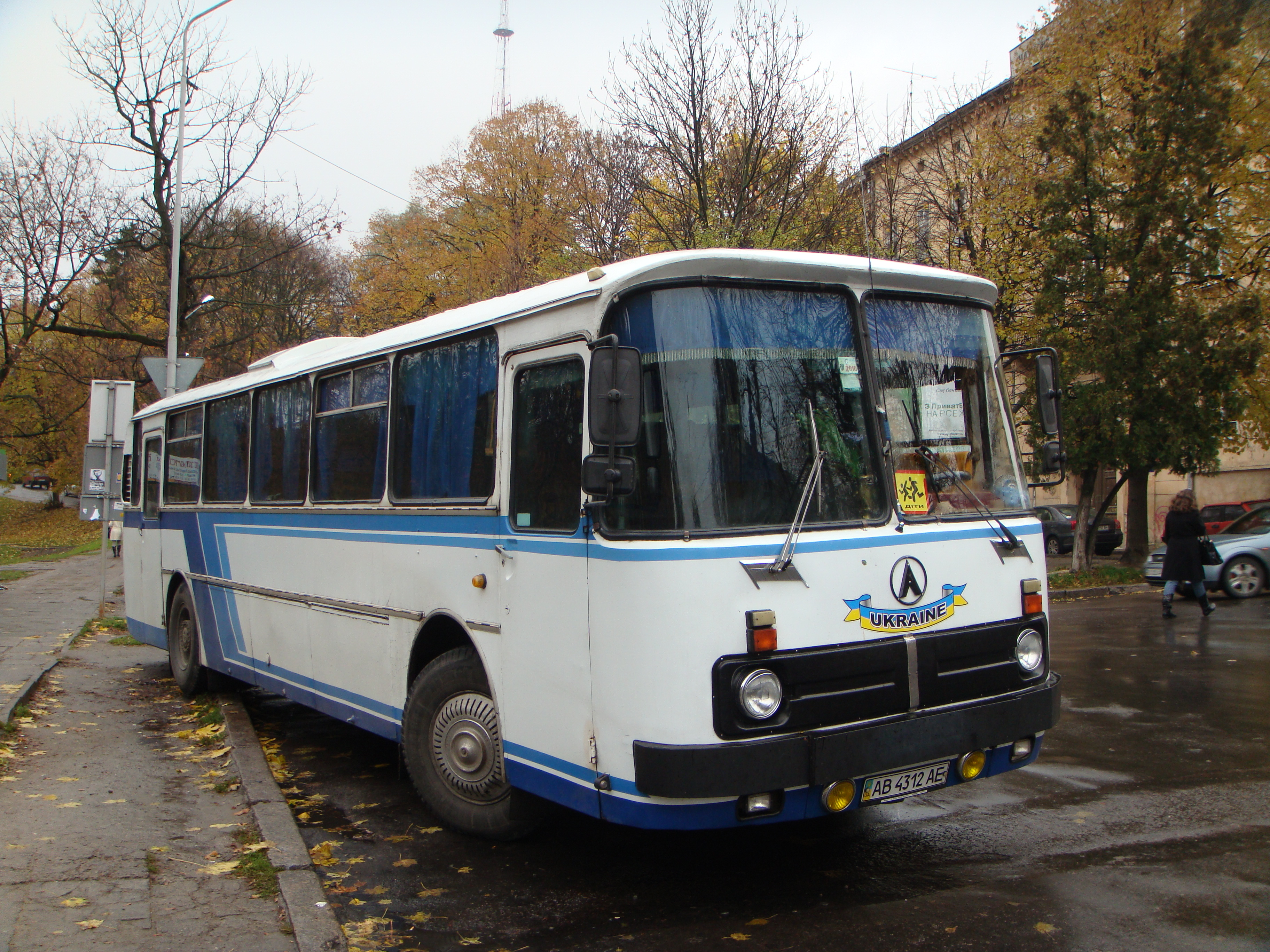
ЛАЗ-699Р в исполнении «люкс»

В 1978 году на смену автобусу ЛАЗ-699Н пришёл новый большой туристический автобус ЛАЗ-699Р. Но по-настоящему массовый выпуск ЛАЗ-699Р начался в 1983 году, когда за счёт снятия с производства ЛАЗ-697Р развернулось крупносерийное производство ЛАЗ-699Р.
До 2002 года, пока продолжалось производство этого автобуса, он не раз подвергался модернизациям, но при этом кузов и основные агрегаты автобуса оставались прежними.
Автобусы ЛАЗ-699Р первых выпусков можно отличить по алюминиевой фальшрадиаторной решётке на передке, а у самых ранних автобусов (примерно до 1984 года) ещё были «москвичёвские» прямоугольные фары и маленькая квадратная эмблема с буквой «Л» внутри. С 1984 года фары заменили круглыми, а эмблема стала выглядеть как большая буква «Л» в круге.
Но в это же время, в первой половине 1980-х годов, параллельно производился небольшими партиями автобус ЛАЗ-699Р в исполнении «люкс», в основном для обслуживания различных высоких государственных учреждений. Отличительной особенностью таких автобусов было обилие внешних декоративных деталей из чёрной пластмассы (фальшрешётка радиатора, колпаки колёс, воздухозаборник на крыше), а также передний бампер со встроенными противотуманными фарами.
В конце 1980-х годов на автобусах упразднили алюминиевую фальшрадиаторную решётку, а с 1990 года на автобусах перестали устанавливать водительскую дверь в левом борту. На некоторые автобусы ЛАЗ-699Р 1990-х и начала 2000-х годов выпуска с завода могли устанавливаться мосты с дисковыми колёсами. Производился до 2002 года. В настоящее время встречаются экземпляры с двигателями ЯМЗ-236 и Hino EF750 и ранние автобусы с водительской дверью.

## Технические характеристики
| Тормозной путь с 60 км/ч, м                      | 32,1                                                                                            |
| Контрольный расход топлива при 60 км/ч, л/100 км | 31,3                                                                                            |
| Радиус поворота, м                               | по внешнему колесу — 11,2 габаритный — 12,0                                                     |
| Двигатель                                        | Мод. ЗИЛ-509.10 (ЗИЛ-375Я5), бензиновый, V-обр., 8-цил., 7,0 л, мощность 129 кВт, (180 л. с.)   |
| Трансмиссия                                      | 5-ступенчатая                                                                                   |
| Время разгона до 60 км/ч, сек.                   | 37,0                                                                                            |
| Кузов                                            | вагонного типа, с несущим основанием, две ручные двери                                          |
| Сиденья                                          | 41, расположение четырёхрядное, самолётного типа с регулируемым наклоном спинки и подголовником |
| Расположение двигателя                           | заднее                                                                                          |
| Объём багажных отсеков, м³                       | 4,38                                                                                            |
| Снаряжённая масса, кг                            | 8829                                                                                            |
| Полная масса, кг                                 | 12931                                                                                           |
| Максимальная скорость, км/ч                      | 102                                                                                             |
| Макс., преодолеваемый подъём, %                  | 25                                                                                              |
| ------------------------------------------------ | ----------------------------------------------------------------------------------------------- |